# Winchester (Nevada)
Winchester es un lugar designado por el censo (CDP) en el condado de Clark, Nevada, Estados Unidos y contiene parte del Strip de Las Vegas. Según el censo de los Estados Unidos del 2000 Winchester tenía una población de 26 958 habitantes. El poblado está gobernado por la comisión del Condado de Clark y asesorado por la junta consultiva de Winchester. Como parte del área metropolitana de Las Vegas, Winchester usa el servicio postal como Las Vegas, Nevada para su ubicación.

## Geografía
Winchester está localizado en las coordenadas 36°8′9″N 115°7′15″O / 36.13583, -115.12083 (36.135971, -115.120856).
Está en la parte este central del Valle de Las Vegas. Al norte colinda con Las Vegas, al oeste y sur con Paradise y al este con Sunrise Manor.
Según el United States Census Bureau, el CDP tiene un área total de 4.3 millas cuadradas (11.2 km²), de tierra.